# Callidium hoppingi
Callidium hoppingi là một loài bọ cánh cứng trong họ Cerambycidae.